# Linda Moore
Pour les articles homonymes, voir Moore.
Linda Moore est une curleuse canadienne née le 24 février 1954 à Vancouver.

## Biographie
Linda Moore remporte la médaille d'or au Championnat du monde de curling féminin 1985 à Jönköping ainsi que l'épreuve de démonstration de curling aux Jeux olympiques de 1988 à Calgary.